# كلاوس زيمارمان (أستاذ جامعي)
كلاوس زيمارمان (بالألمانية: Klaus Zimmermann)‏ هو أستاذ جامعي ومؤرخ ألماني، ولد في 8 فبراير 1964 في فورتسبورغ في ألمانيا.